# فوبان
فوبان (انگلیسی: Fubon) شرکت خدمات مالی و بانکداری تایوانی است، که در سال ۲۰۰۱ تأسیس شد.